# Romanoa terricola
Romanoa terricola är en svampart som beskrevs av Thirum. 1954. Romanoa terricola ingår i släktet Romanoa, ordningen köttkärnsvampar, klassen Sordariomycetes, divisionen sporsäcksvampar och riket svampar.   Inga underarter finns listade i Catalogue of Life.